# Лончаков, Юрий Валентинович
Ю́рий Валенти́нович Лончаков (род. 4 марта 1965, Балхаш, СССР) — российский космонавт. Герой России (2003).
С октября 2013 года помощник руководителя Роскосмоса по пилотируемым программам. С апреля 2014 по октябрь 2017 года начальник Центра подготовки космонавтов имени Ю. А. Гагарина.

## Биография
Родился 4 марта 1965 года в городе Балхаш Джезказганской области, Казахская ССР. Русский. В Актюбинске окончил среднюю школу № 22, а также Школу юных лётчиков имени В. И. Пацаева. Поступил в Оренбургское высшее военное авиационное училище лётчиков (ВВАУЛ) имени И. С. Полбина на специальность «Командная тактическая морской ракетоносной авиации». В 1998 году окончил Военно-воздушную инженерную академию (ВВИА) имени Н. Е. Жуковского по специальности «Испытания летательных аппаратов и их систем», получил квалификацию лётчик-инженер-исследователь.
С 1986 по 1995 годы служил в частях морской авиации Балтийского флота, а затем — в частях ПВО.
В 1998 году по окончании Военно-воздушной инженерной академии имени Н. Е. Жуковского был зачислен в отряд космонавтов.
Решением Высшей аттестационной комиссии от 24 сентября 2010 года ему присвоена учёная степень доктор технических наук. В этот же день полковник Юрий Лончаков был утверждён в должности Командира отряда Центра подготовки космонавтов имени Ю. А. Гагарина.
Приказом начальника ФГБУ НИИ ЦПК лётчик-космонавт РФ, полковник Юрий Валентинович Лончаков освобождён от должности инструктора-космонавта-испытателя 2-го класса и уволен из ЦПК с 13 сентября 2013 г. по собственному желанию в связи с переходом на новое место работы. Через месяц (при новом руководстве) вернулся в ЦПК и стал помощником главы Роскосмоса. 7 апреля 2014 г. приказом руководителя Роскосмоса назначен начальником Центра подготовки космонавтов имени Ю. А. Гагарина.
25 апреля 2017 года космонавт Геннадий Падалка опубликовал открытое письмо с критикой главы Центра подготовки космонавтов Юрия Лончакова и призывом уволить его.
В октябре 2017 года Юрий Лончаков покинул должность начальника Центра подготовки космонавтов (ЦПК) им. Гагарина с формулировкой «в связи с необходимостью профилактического лечения».
В настоящий момент Юрий Лончаков является Директором Международного центра научной и технической информации (МЦНТИ).

## Космические полёты
- С 19 апреля по 1 мая 2001 года в качестве специалиста на шаттле Индевор STS-100 по программе сборки МКС. Продолжительность полёта составила 11 суток 21 час 31 минута 14 секунд. До полета К. Козеева был самым молодым (по дате рождения) из слетавших в космос.
- С 30 октября по 10 ноября 2002 года в качестве бортинженера, вместе с Сергеем Залётиным и Франком Де Винне. Старт на ТК «Союз ТМА-1», посадка на ТК «Союз ТМ-34». Продолжительность полёта составила 10 суток 20 часов 53 минуты 09 секунд.
- Стартовал 12 октября 2008 года в 07:01:33,243 UTC (11:01:33,243 мск) в качестве командира корабля «Союз ТМА-13» и бортинженера 18-й основной экспедиции МКС вместе с Майклом Финком и Ричардом Гэрриотом.

14 октября 2008 года в 08:26:14 UTC (12:26:14 мск) была осуществлена стыковка корабля с МКС (к стыковочному узлу ФГБ «Заря»). Также был снят материал для короткометражного фильма Апогей страха.
Во время полёта выполнил два выхода в открытый космос:
24.12.2008 — продолжительностью 5 часов 38 минут. Астронавты смонтировали научную аппаратуру для европейского эксперимента EXPOSE-R, установили на модуле «Звезда» научную аппаратуру для эксперимента «Импульс», а также сняли с СО «Пирс» второй из трёх контейнеров «Биориск-МСН».
10.03.2009 — продолжительностью 4 часа 49 минут. Астронавты установили на внешней поверхности служебного модуля «Звезда» аппаратуру для европейского научного эксперимента EXPOSE-R.
8 апреля 2009 года в 02:55:30 UTC (06:55 мск) корабль отстыковался от МКС, тормозной импульс был выдан в 06:24 UTC (10:24 мск). В 07:16 UTC (11:16 мск) спускаемый аппарат корабля «Союз ТМА-13» совершил мягкую посадку северо-восточнее города Джезказган в Казахстане.
Продолжительность полёта составила 178 суток 0 часов 14 минут 27 секунд.
В качестве командира экипажа Союз ТМА-16М готовился к старту в 2015 году, однако в конце лета 2013 года принял решение покинуть отряд космонавтов.
Статистика
| # | Стартовый корабль | Старт, UTC        | Экспедиция          | Корабль посадки | Посадка, UTC      | Налёт                       | Выходы в открытый космос | Время в открытом космосе |
| - | ----------------- | ----------------- | ------------------- | --------------- | ----------------- | --------------------------- | ------------------------ | ------------------------ |
| 1 | Индевор STS-100   | 19.04.2001, 18:40 | Индевор STS-100     | Индевор STS-100 | 01.05.2001, 16:10 | 11 суток 21 час 30 минут    | 0                        | 0                        |
| 2 | Союз ТМА-1        | 30.10.2002, 03:11 | Союз ТМА-1, МКС-5   | Союз ТМ-34      | 10.11.2002, 00:04 | 10 суток 20 часов 53 минуты | 0                        | 0                        |
| 3 | Союз ТМА-13       | 12.10.2008, 07:01 | Союз ТМА-13, МКС-18 | Союз ТМА-13     | 08.04.2009, 07:15 | 178 суток 00 часов 13 минут | 2                        | 10 часов 27 минут        |
|   |                   |                   |                     |                 |                   | 200 суток 18 часов 36 минут | 2                        | 10 часов 27 минут        |

## Воинские звания
- Лейтенант (18.10.1986).
- Старший лейтенант (18.10.1988).
- Капитан (19.10.1990).
- Майор (28.10.1993).
- Подполковник (10.06.1998).
- Полковник (дата не установлена).

## Награды
- Герой Российской Федерации (2003);
- Лётчик-космонавт Российской Федерации (2003);
- орден «За заслуги перед Отечеством» IV степени (2 апреля 2010) — за мужество и высокий профессионализм, проявленные при осуществлении космического полета на Международной космической станции[10];
- медаль «За заслуги в освоении космоса» (12 апреля 2011 года) — за большие заслуги в области исследования, освоения и использования космического пространства, многолетнюю добросовестную работу, активную общественную деятельность[11];
- медаль «За боевые заслуги»[12];
- медали Минобороны России «За отличие в воинской службе» I и II степени;
- медаль «За безупречную службу» III степени;
- медаль «За службу в Космических войсках»;
- медаль Алексея Леонова (Кемеровская область, 2015) — за два совершённых выхода в открытый космос[13];
- знак Гагарина;
- медаль «За выдающуюся общественную службу» (НАСА, 2001);
- медаль «За космический полёт» (НАСА, 2001);
- Заслуженный деятель Актюбинской области (2006);
- орден Достык I степени (2015, Казахстан)[14];
- премия Правительства Российской Федерации имени Ю. А. Гагарина в области космической деятельности (2016) — за создание технологии многосегментной подготовки к полёту экипажей международной космической станции.